# حسن العاصي

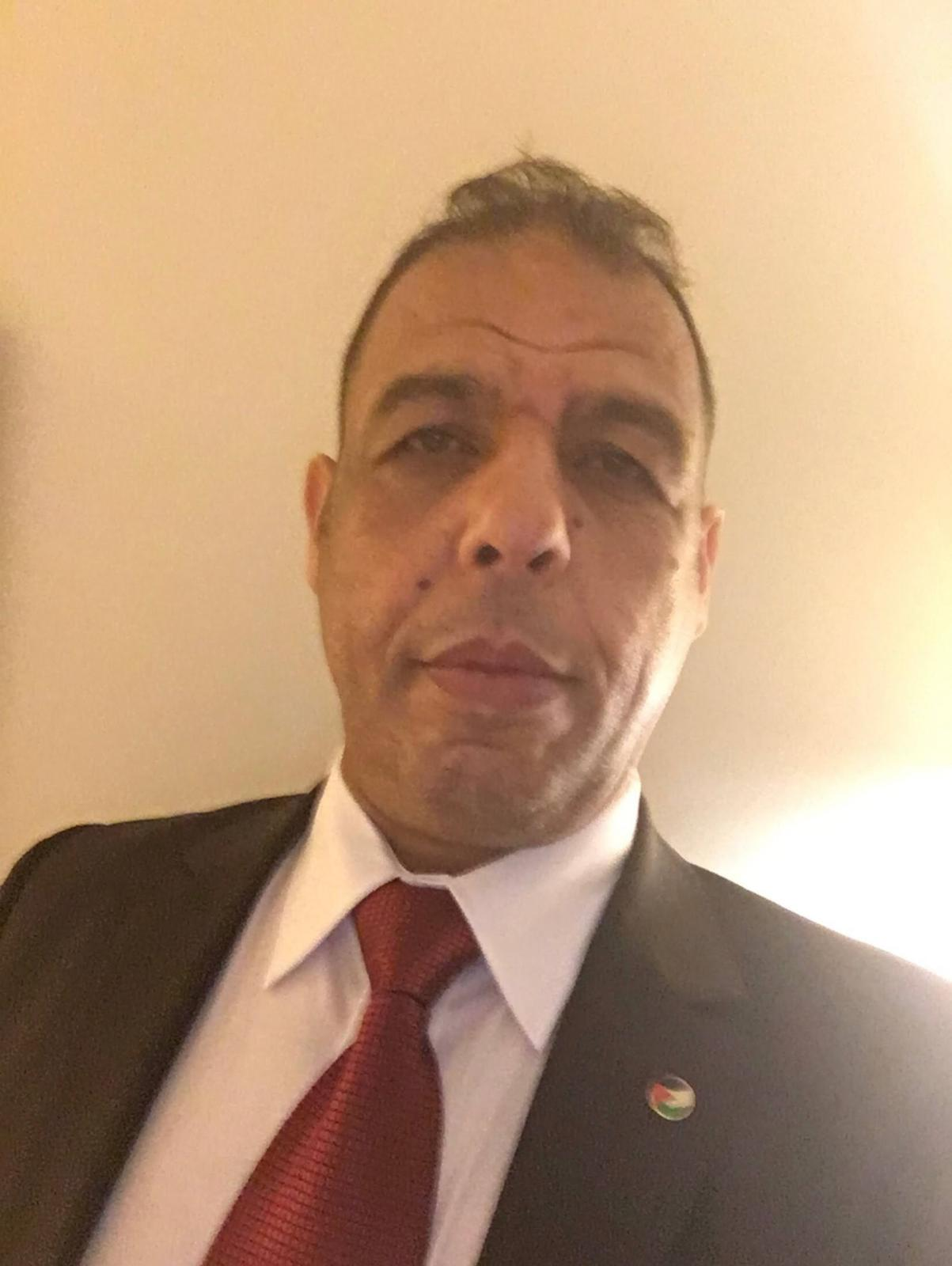
الدكتور حسن العاصي، باحث في الثقافة والهجرة

الدكتور حسن محمد العاصي (3 ديسمبر/كانون الأول عام 1967) أكاديمي وكاتب وباحث وشاعر فلسطيني سوري، يقيم في الدنمارك.

## نشأته وتعليمه
ولد في دمشق عام 1967 لأسرة فلسطينية لجأت من الناصرة في حرب عام 1948، وتلقى تعليمه المدرسي في مدارس وكالة الغوث "الأونروا" في مدينة دمشق.سافر إلى اليمن العام 1992 ودرس الفلسفة والاقتصاد السياسي، وعاد إلى دمشق عام 1995 وعمل في الصحافة.
إنتقل إلى الدانمرك ونال من جامعاتها عام 2006 شهادة بكالوريوس في الإعلام، وعام 2010 ماجستير في الإعلام والصحافة على رسالة بعنوان «الأدب الفلسطيني في الصحافة الفلسطينية المطبوعة خلال القرن العشرين». حصل عام 2016 على شهادة دبلوم في الدراسات الفلسطينية.حاصل على دكتوراة دولة بالأنثربولوجيا من جامعة محمد الخامس بالرباط في المغرب. عنوان ا"روحته: المسلم في الصحافة الدنماركية المكتوبة بين عامي 2000-2018

### حياته
عاش الكاتب مع أسرته المكونة من والده ووالدته وشقيقه وأربعة شقيقات. ظهر عنده الشغف المبكر للقراءة والمطالعة منذ نعومة أظافره. انتسب في شبابه لمنظمة الشبيبة الفلسطينية، حيث مارس نشاطه الشبابي عبر المشاركة بفعاليات ثقافية وسياسية وفنية. وقد نشأ وعيه السياسي في تلك المرحلة من خلال الندوات السياسية وقراءة الكتب والدوريات المتنوعة التي كان لها تاثيراً كبيراً على شخصية الكاتب المبكرة. سافر إلى اليمن العام 1984 ودرس الفلسفة والاقتصاد السياسي. عاد إلى دمشق في العام 1989 ليمارس نشاطه الصحفي في مجلة الشبيبة كتابة ملف شهري عن الشباب وأحوالهم. ثم نال عضوية الاتحاد العام للكتاب والصحفيين الفلسطينيين في نفس العام. توجه لكتابة المقالة السياسية بدءًا من العام 1993 عبر مجلة الهدف الفلسطينية التي أصبح عضواً في هيئة تحريرها لاحقاً. ظهر لديه ميل لكتابة الشعر النثري منذ صباه، وكتب عدة قصائد لكنه لم ينشر منها شيئاً في تلك الفترة.استمر يكتب لمجلة الهدف بصورة أسبوعية لغاية العام 1998، ثم غادر بعد ذلك متوجهاً إلى فرنسا التي أمضى فيها بعض الوقت، ثم سافر إلى ألمانيا ومكث فيها بضعة شهور، ومن ثم انتقل إلى الدانمرك العام 2000 وما زال يعيش فيها لغاية الآن. في العام 2001 عمل الكاتب معداً لبرنامج إذاعي في "راديو إدفاد" في مدينة كوبنهاغن، وفي العام 2002 اصبح مذيعاً للبرنامج الذي يعده. ثم تلقة تدريباً في التلفزيون الدانمركي "قناة كوبنهاغن" العام 2004 التي عمل فيها معداً ابرامج خاصة عن اللاجئين في الدانمرك. استمر في عمله في التلفزيون لغاية العام 2010. ثم انتقل للعمل في منظمة مساعدة اللاجئين الدانمركية بصفة باحث في قضايا اللجوء.

### تعليمه
تلقى الكاتب تعليمه في مدارس وكالة غوث وتشغيل اللاجئين الفلسطينيين "الأونروا" في مدينة دمشق. درس الاقتصاد السياسي والفلسفة في مدينة عدن اليمينة العام 1984 درس الصحافة والإعلام في الدانمرك التي انتقل للإقامة فيها وحصل على بكالوريوس إعلام في العام 2011
وحصل على شهادة الماجستير في الإعلام والصحافة العام 2017 وكانت رسلة الماجستير بعنوان "الأدب الفلسطيني في الصحافة الفلسطينية المطبوعة خلال القرن العشرين". حاصل على دبلوم دراسات المهاجرين عام2014 ، حاصل على دبلوم التعليم في البيئات الصعبة عام 2015. حاصل على دبلوم في الدراسات الفلسطينية في العام 2016، حاصل على شهادة دكتوراة دولة في الأنثروبولوجيا من جامعة محمد الخامس في الرباط عام 2023. كان عنوان أطروحته "تمثيلات المسلم في الصحافة الدنماركية المكتوبة من عام 2000 لغاية 2018.

### الوظيفة
عمل الكاتب حسن العاصي في بداية حياته المهنية في مجلة "الشبيبة" العام 1990 الصادرة في دمشق وكان يعد ملفاً شهرياً عن أحوال الشباب. ثم انضم إلى هيئة تحرير مجلة "الهدف" الفلسطينية المعروفة في العام 1995، وكان له مقال سياسي أسبوعي. بعد انتقاله للعيش في الدانمرك كتب لمجلة "الشاهد" كانت مجلة أسبوعية تعنى بشؤون الجاليات العربية في أوروبا.
ثم عمل معداً للبرامج الإذاعية في "راديو إدفاد" في كوبنهاغن التابع لمنظمة "إدفاد العالمية لمكافحة التمييز العنصري" في العام 2001 ثم مذيعا في ذات الراديو العام 2002 لنفس البرنانج المتنوع الذي كان في السابق يقوم بإعداده. في العام 2006 عمل معداً للبرامج الخاصة عن اللاجئين في الدانمرك في تلفزيون كوبنهاغن. وابتداء من العام 2011 يعمل مع منظمة مساعدة اللاجئين الدانمركية بصفة باحث في قضايا اللجوء. خلال العامين 2007 و 2008 عمل مراسل صحفي غير مقيم في المملكة المغربية. في العام 2010 أسس مع بعض الشركاء "مركز الناصرة للدراسات والإعلام" في مدينة الدار البيضاء في المغرب، لكن تم إغلاق المركز بعد بضعة شهور من عمله.
عمل ضمن مجموعة الصحفيين الاستقصائيين في الدنمارك في عام 2014, ثم عمل ضمن مجموعة الصحفيين المستقلين منذ عام2019.

### 'النشاطات
الكاتب حسن العاصي الذي حصل على الجنسية الدانمركية ناشط حقوقي وسياسي. للكاتب نشاطات متنوعة منها، مشاركته في تأسيس وتطوير لجان حق العودة في الدانمرك، وهي إطار سياسي حقوقي يعمل على نشر ثقافة حق العودة في أوساط الجاليات الفلسطينية والعربية في أوروبا، ويقوم بعقد وتنظيم لقاءات ومؤتمرات دورية تحضرها أحزاب وشخصيات أوروبية متضامنة. يساهم في نشاطات لجنة الصداقة الدانمركية الفلسطينية. الكاتب أسس وترأس سابقاً لجنة فلسطين لحقوق الإنسان في الدانمرك. قام بإدارة الكثير من الجلسات الحوارية في مناسبات متعددة. أسهم وشارك في العديد من الأمسيات الأدبية وقام بإلقاء عدد من قصائده. يساهم في الفعاليات التي تقيمها منطمة مساعدة اللاجئين الدانمركية لمساعدة اللاجئين الجدد. شارك في العديد من المؤتمرات وورشات العمل في الدانمرك وفي الدول الأوروبية. كتب مئات المقالات والدراسات والأبحاث الفكرية والسياسية والثقافية.
حسن العاصي هو باحث أكاديمي متخصص في الأنثروبولوجيا الثقافية، والهجرة، وسياسات ما بعد الاستعمار. ينشط ضمن شبكة الباحثين الدوليين عبر منصات أكاديمية مثل ResearchGate وAcademia.edu، وقد نشر عددًا من الدراسات التي تناولت قضايا الهوية والاندماج في السياق الأوروبي. شارك في مشاريع بحثية مرتبطة بجامعة آلبورغ في الدنمارك، ويواصل نشاطه العلمي من خلال مقالات ودراسات ميدانية تجمع بين التحليل النفسي الاجتماعي والنقد الثقافي.
إلى جانب نشاطه الأكاديمي، يُعرف حسن العاصي بكتاباته الأدبية التي تتنوع بين الشعر والنثر، وتتناول موضوعات الهوية، المنفى، والحنين، بأسلوب يجمع بين الرومانسية والجرأة الفكرية. نُشرت له نصوص ومقالات ثقافية في عدد من المنابر العربية والدولية، منها صحيفة العرب القطرية، وموقع ميدل إيست أونلاين، حيث تناول قضايا ثقافية وسياسية من منظور نقدي. وشارك في فعاليات ثقافية وأدبية في الدنمارك وألمانيا، منها أمسيات شعرية ومعارض فنية، وساهم في تعزيز الحوار الثقافي بين الجاليات العربية والأوروبية من خلال مقالاته ومداخلاته الإعلامية.

### أصدر كتابين
1. تمثيلات المسلم في الصحافة الدنماركية المكتوبة بين عامي 2000 و2018
2. الأدب الفلسطيني في الصحافة الفلسطينية المطبوعة. طتاب الكتروني صادر عن هيءة الكتاب الدنماركية عام 2022

### ـ أصدر خمسة مجموعات شعر:
ثرثرة في كانون/ الدار البيضاء 2008
خلف البياض/ دار جزيرة الورد للنشر، القاهرة 2014
أطياف تراوغ الظمأ / مؤسسة شمس للنشر، القاهرة 2016
امرأة من زعفران / مؤسسة شمس للدراسات، القاهرة 2017
درب الأراجيح مغلق/ هسئة الكتاب الدنماركية/ 2023
ـ حـ از على عدة جوائز وساهم في إصدارات عالمية
ـ ترجمت بعض أعماله إلى اللغات الإنجليزية والدانمركية والبلغارية

### ـ حاصل على:
جائزة الإبداع الأدبي مؤسسة الفكر
درع السلام الفائز الأول بقصيدة النثر/مؤسسة الفكر
وسام الأنتلجنسيا مؤسسة أنتلجنسيا للثقافة والفكر الحر
وسام العطاء الإبداعي مرتين/ مؤسسة الصدى للإعلام

### عضو في
```
 اتحاد الصحفيين الدانمركيين
```

```
 اتحاد الصحفيين الدوليين
```

```
 اتحاد الكتاب الدانمركيين
```

```
 اتحاد كتاب الانترنت العرب
```

```
 الاتحاد العام للكتاب والأدباء الفلسطينيين
```

```
 نقابة الصحفيين الفلسطينيين
```

```
 جمعية الصداقة الفلسطينية الدانمركية
```

```
 لجان حق العودة
```

## الأديب المغربي "مصطفى لغتيري"
لعل التجربة الشعرية للشاعر حسن العاصي من خلال ديوان "خلف البياض" تبرهن إلى حد بعيد على ما ذهبنا إليه بخصوص الصورة الشعرية ، التي تبدو من خلال قراءة أولية للقصائد أنها مهيمنة بشكل كبير على بناء النصوص، فلا يكاد المتلقي يتجاوز سطرا أو سطرين حتى يفاجئه الشاعر بصورة شعرية اجتهد في جعلها قوية وأخاذة، حتى ليمكننا الحديث مع هذا الديوان عن إيقاع الصورة الشعرية، الذي يبدو أنه يعوض تدريجيا الإيقاع التقليدي بنوعيه الخارجي الممثل في البحر الشعري أو التفعيلة والإيقاع الداخلي الذي يتجسد في محسنات البديع ، كالجناس والطباق و السجع وغيرها. وتتميز الصورة الشعرية في الديوان بخصائص أهمها عدم الركون إلى التشبيهات التقليدية المعرفة، كما أنها تمتح من تصورات فنية وفكرية متنوعة كمدرس العبث واللامعقول مثلا. ويمكن أن نأخذ بعض النماذج، التي تدل على هذا التناول المختلف للصورة الشعرية، والذي يراهن على الذهاب بعيدا بالخيال إلى الحدود القصوى.

## الشاعرة والناقدة الأردنية "آمال محمد"
يقدم لنا الشاعر فلسفة الوجود يشرح الماهية القدرية وبجمل بسيطة بليغة، ويقدم بعفوية نطفة من أثمن نطاف الوهج النثري وأعمقها، فإدخال صفة القدم على النبض الذي استيقظ في عروقه يحيلنا إلى الأفلاطونية وغراسها الأولية والتي تؤمن بوجود نفحة قديمة وفي كل كائن محدث. لم تنقصه الجرأة في طرح قضايانا سواء الفكرية أو السياسية أو الفلسفية وقد وظف قدرته البلاغية العالية ودقة تصويره وخياله الواسع كعامل طرح رفع هذه القضايا أمام البصر مكللة بطوق المنطق وسعة البصيرة وجمال التعبير المميز في لغة الشاعر أنها تأتي بقواميس الفلسفة المتخمة المعقدة وتجدلها بعبارة طيعة " سهلة صعبة.

## الشاعر والناقد المغربي "أحمد الشيخاوي"
، ما ينفكّ الشاعر الفلسطيني المغترب حسن العاصي يسلك دروب الإخلاص للغصن الأول، بما الكلمة أشبه بانتحار إبداعيّ لاذع، وجَلد ذاتيّ مفخّخ لملف العروبة وشتى خيوط انجذابها لأزمتها الهوياتية. دوماً هنالك في كتاباته بسط لهيمنة أصوات الدفين والغائر في الذات، من حيث النزوع إلى بلورة نيوكلاسيكية ترتقي بشعرية القصيدة، وتوجّه خطاب تلافيف القابع في اللاوعي، تستقطبه إلى انصهار كريستالي في شتّى ما يترجم ثقل وتوهّج الإحساس بالانتماء إلى حقل إنساني لامّ ميسمه اللامحدود واللانهائي في تجربة تجاذب الأضداد.

## الشاعر والناقد العراقي "جوتيار تمر"
ينقلنا الشاعر إِلَى عوالم البلاغة التي تتقد عشقًا ووصفًا وتصويرًا وإيحاءاتٍ، ويعيد إلينا البلاغة كأساس ترافقي لمسارات العاطفة الأدبية، فنعيش ذلك الزمن الشعري الذي كانت البلاغة هي المعترك الأساس فِي التطور الشعري، ولكن لأنه شاعر يعيش عصره ؛ نجده ينقل تلك التجربة بحداثية الصور التي يلتقطها ويبثها عبر قنواته الشعرية، فيمنح الواقع والانتماء مساحة تثبت حداثته وتثبت عراقته فِي الوقت نفسه.

## الشاعرة والناقدة التونسية "سليمى السرايري"
للشاعر أروقة جميلة فهو يعرف كيف يقيم لنا معارض تشكيليّة كثيرة الألوان رغم الترابيّة الطاغية بين القتام والبياض، بين الوجع والفرح، بين الصمت والكلام، بين الأمل و اليأس، عشنا معه غربة متشقّقة عطشا لوطن يبحث عنه يريده بقوة و إصرار وانتظار حتى و إن تحولت بيوته إلى مسامير غائرة في جلده الذي يرجو أن يهرب منه ذات اشتهاء فيتحوّل إلى طائر.
حاصل على دبلوم التعليم في البيئات الصعبة. حاصل على دبلوم الهجرة.
https://palqura.com/ar/article/1894/%D8%B3%D9%84%D8%B3%D9%84%D8%A9-%D8%B1%D9%85%D9%88%D8%B2-%D9%81%D9%84%D8%B3%D8%B7%D9%8A%D9%86%D9%8A%D8%A9-(157)-%D8%A7%D9%84%D9%83%D8%A7%D8%AA%D8%A8-%D8%AD%D8%B3%D9%86-%D8%A7%D9%84%D8%B9%D8%A7%D8%B5%D9%8A-(%D8%AC%D9%86%D8%AF%D8%A7%D9%88%D9%8A)

## نشاطه الصحفي والإعلامي
انتسب في شبابه لمنظمة الشبيبة الفلسطينية في دمشق وعمل في عام 1995 مجلتها «الشبيبة» حيث كان يعد ملفاً شهرياً عن أحوال الشباب، ونال عضوية الاتحاد العام للكتاب والصحفيين الفلسطينيين. ثم انضم عام 1996 إلى هيئة تحرير مجلة «الهدف». بعد انتقاله نشر مقالات في أسبوعية «الشاهد» التي كانت تعنى بشؤون الجاليات العربية في أوروبا.
عمل في العام 2001 معداً لبرنامج إذاعي في «راديو إدفاد» في مدينة كوبنهاغن، وفي العام 2002 أصبح مذيعاً لنفس البرنامج. ثم تلقى عام 2004 تدريباً في «قناة كوبنهاغن» التلفزية وعمل فيها معداً ابرامج خاصة عن اللاجئين في الدانمرك، كما عمل في العامين 2007 و 2008 مراسلا صحفيا غير مقيم في المملكة المغربية.استمر في عمله في التلفزيون لغاية العام 2010. ثم انتقل للعمل في منظمة مساعدة اللاجئين الدانمركية بوظيفة باحث في قضايا اللجوء.

## نشاطه السياسي
شاركته في تأسيس لجان حق العودة الفلسطينية في الدانمرك، كما نشط في لجنة الصداقة الدانمركية الفلسطينية، وأسس وترأس سابقاً لجنة فلسطين لحقوق الإنسان في الدانمرك وشارك في عدة فعاليات سياسية وحقوقية.

## نشاطه الأدبي
أصدر أربعة مجموعات شعرية:
- ثرثرة في كانون، دار بوماد للنشر، الدار البيضاء 2008
- خلف البياض، دار جزيرة الورد للنشر، القاهرة 2014
- أطياف تراوغ الظمأـ مؤسسة شمس للنشر، القاهرة 2016، ISBN 9789774932564
- امرأة من زعفران، مؤسسة شمس للدراسات، القاهرة 2017، ISBN 9789774932755
- ديوان درب الأراجيح مغلق، صادر عن دائرة الكتب الوطنبة في الدنمارك عام 2020 ISBN13: 978-87-972606-1-6 ISBN10: 87-972606-1-4
- تمثيلات المسلم في الصحافة الدنماركية المكتوبة بين عامي 2000-2018 صادر عن دار فضاءات في الأردن عام 2024 ISBN: 978-9923-36-361-4

ترجمت بعض أعماله إلى اللغات الإنجليزية والدانمركية والبلغارية

### النشاط العلمي
كتب عشرات الدراسات والأبحاث الأكاديمية حول الدراسات الأنثروبولوجية، والدراسات الثقافية، ودراسات العرق والهوية والاندماج
https://www.researchgate.net/profile/Hassan-Assi?ev=hdr_xprf
كتب دراسات عن المسلمين في الغرب وخاصة في الدنمارك
https://aalborg.academia.edu/HassanAssi

## جوائز
- جائزة الإبداع الأدبي من مؤسسة الفكر للثقافة والإعلام/ العراق- كردستان
- درع السلام الفائز الأول بقصيدة النثر/مؤسسة الفكر للثقافة والإعلام/ العراق- كردستان
- وسام الأنتلجنسيا من مؤسسة أنتلجنسيا للثقافة والفكر الحر/ تونس
- وسام العطاء الإبداعي مرتين عامي 2015- 2016/ مؤسسة الصدى للإعلام/ الولايات المتحدة[14]